# Laṅkāvatārasūtra

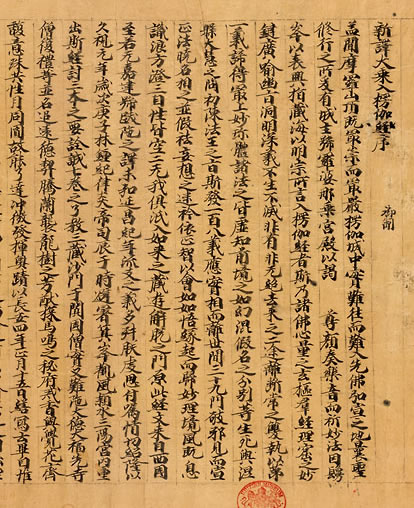
Manoscritto del Laṅkāvatārasūtra in caratteri cinesi rinvenuto nelle Grotte di Mogao nei pressi di Dunhuang.

Laṅkāvatārasūtra (Il Sutra della discesa a Lanka, 楞伽經 pinyin Lèngqiéjīng, giapponese Ryōgakyō, tibetano Laṅkar ghsegs-pa'i mdo, coreano
능가경, Nŭngga kyŏng, vietnamita Lăng già kinh), sutra buddista mahāyāna che incrocia la dottrina del tathāgatagarbha (cinese 如來藏 rúlái zàng giapp. nyorai zō, tib. de-bzhin ghsegs-pa'i snying-po) con quelle elaborate all'interno della scuola Cittamātra. 
È presente sia nel Canone cinese che nel Canone tibetano. Esiste una versione Laṅkāvatāra Sūtra in Sanscrito, è preservata come manoscritto in Nepal ed è stata usata come critica del Nanjo Bunyu in 1923.  La sua prima traduzione, in cinese,  opera di Dharmakṣema (con il titolo Lengqiejing sijuan, 楞伽經四卷, e menzionata nel Kaiyuan lu), fu comunque effettuata tra il 412 e il 433, ma è andata anch'essa perduta. 
Nel Canone cinese esistono altre tre traduzioni: una, parziale, di Guṇabhadra (Lengqie abatuoluo baojing 楞伽阿跋多羅寶經, del 443, 4 fascicoli, T.D. 670.16.479-513); altre due, complete, rispettivamente di Bodhiruci (Rulengqiejing 入楞伽經, del 513, 10 fascicoli, T.D. 671.16.514-586) e di Śikṣānanda (Dasheng rulengqie jing 大乘入楞伽經, del 700, 7 fascicoli, T.D. 672.16.587-639), tutte conservate nel Jīngjíbù.
Nel Canone tibetano è conservato al Toh. 107 con il titolo di ལང་ཀར་གཤེགས་པའི་མདོ།, lang kar gshegs pa'i mdo, la sua traduzione in quella lingua la si deve a Hgos Chos grub nel IX secolo.
Nel Buddismo tibetano è considerato fra i sūtra del terzo avvio della Ruota del Dharma (Tridharmacakra, tib.  'Khor lo rim pa gsum, 三轉法輪 pinyin sānzhuǎn fǎlún, giapp. santen bōrin). 
È considerato altrettanto importante nelle scuole buddiste sino-giapponesi, e si ritiene sia al fondamento della scuola buddista Chán. Il legame tra il Buddismo Chán e il Laṅkâvatārasūtra sarebbe testimoniato in un passaggio dello Xùgāosēngzhuàn (續高僧傳, Continuazione delle Biografie di monaci eminenti, giapp. Zoku kōsō den, T.D. 2060.50.425a-707a, conservato nel Shǐchuánbù) redatto da Dàoxuān (道宣, 596-667) nel 645, inerente alla biografia di Fǎchōng (法沖, 589-665) dove si afferma che il discepolo di Bodhidharma, Huìkě (慧可, 487-593), ottenne dallo stesso i quattro volumi del Laṅkâvatārasūtra con l'invito a studiarlo e ad applicarlo per la salvezza del mondo.

## Struttura e dottrine delLaṅkāvatārasūtra
Il sūtra riporta cento otto risposte che il Buddha Śākyamuni, di ritorno da un incontro con i nāga in fondo all'oceano, dà a delle domande postegli dal bodhisattva Mahāmati incontrato dopo un invito del re di Laṅkâ (odierno Sri Lanka), di nome Rāvana.
In queste cento otto risposte il Buddha Shakyamuni confuta le dottrine che ritiene erronee, descrivendo, tra l'altro, l'ālayavijñāna (cinese 阿賴耶識  ālàiyéshì, giapp. arayashiki, tib. kun gzhi rnam shes pa) dottrina della scuola Cittamātra che qui viene identificato con il  tathāgatagarbha. E, a parte una riassunto delle principali dottrine Cittamātra sviluppate da Asaṅga e da Vasubandhu, il sūtra, e questa sembra essere la sua caratteristica principale, vuole identificare il tathāgatagarbha con l'ālayavijñāna, sovrapposizione che non era stata mai promossa dagli autori della dottrina del tathāgatagarbha.